# Желєзнодорожна Казарма 253 км
Желє́знодоро́жна Каза́рма 253 км (рос. Желєзнодорожна Казарма 253 км) — селище у складі Барнаульського міського округу Алтайського краю, Росія.

## Населення
Населення — 5 осіб (2010; 5 у 2002).
Національний склад (станом на 2002 рік):
- росіяни — 100 %